# Härjehågna
Härjehågna är ett fjäll på gränsen mellan Dalarna och Norge väster om Särna. Högsta punkten är belägen 1.185,2 meter över havet.
På dess topp finns riksröse nummer 136.